# Max Payne (film)
Max Payne är en amerikansk actionfilm från 2008 i regi av John Moore, baserad på datorspelet Max Payne skapat av det finska företaget Remedy Entertainment. Filmen hade premiär 17 oktober 2008.

## Rollista i urval
- Mark Wahlberg – Max Payne, detektiv på New York-polisen vars familj mördats
- Mila Kunis – Mona Sax, ute efter mördaren för att hämnas sin syster
- Beau Bridges – B.B. Hensley, en före detta polis som är Max' mentor
- Ludacris – Jim Bravura
- Donal Logue – Alex Balder
- Chris O'Donnell – Jason Colvin
- Kate Burton – Nicole Horne
- Amaury Nolasco – Jack Lupino, maffiaboss
- Nelly Furtado – Christa Balder